# Чинка вампир
Чинките вампири (Geospiza difficilis septentrionalis) са подвид остроклюни земни чинки от групата на Галапагоските чинки, който се среща само на Галапагоските острови Волф и Дарвин. International Ornithologists' Union отделя тези птици като самостоятелен вид – Geospiza septentrionalis.
Тези врабчоподобни са известни с това, че макар по начало да се хранят със семена и безгръбначни, са се научили да пробиват с острия си клюн кожата на гнездящи на островите морски птици (предимно рибояди) и да пият кръвта им. Чинките вампири дори изяждат мъртвите пилета на рибоядите и нападат изоставените яйца, като ги претъркулват по скалите, за да се счупят. Интересното е, че потърпевшите не възразяват особено, вероятно защото рибоядите са свикнали с чинките, които първоначално старателно са почиствали оперението им от паразити. От друга страна, тези чинки се отличават от останалите и по това, че пият нектара на кактуса Opuntia echios, и странното им поведение в крайна сметка може да се обясни с липсата на сладка вода на родните им острови.